# 彼得·馬克斯
彼得·馬克斯（Peter Max，1937年10月19日—）是一位美國的普普藝術畫家。

## 生平
他出生於德國的柏林。童年是在中國上海隔都與以色列渡過的，1953年他隨家人移民美國。
在1960年代與1970年代早期時，彼得馬克斯的作品影響了美國廣告設計界、包裝設計等相當深遠，而且出現了許多明顯帶有他風格的設計作品。這些高彩度與卡通化的絹印作品在今天都還能見到，是波普藝術中相當通俗的代表。

## 網站
- petermax.com （页面存档备份，存于）